# Danske Malere
Danske Malere er en dansk dokumentarfilm fra 1945 med ukendt instruktør.

## Handling
Johannes Larsen (1867-1961) går tur med sin hund og laver optegninger til et maleri af en mølle. Harald Moltke (1871-1960) arbejder på et billede af to grønlandske jægere. To færdige malerier vises. Aage Sikker Hansen (1897-1955) betragter et udvalg af sine tegninger, der er spredt ud på gulvet. Han arbejder på en tegning af en nøgen kvinde siddende på en stol, set bagfra.